# Айзенкот, Гади
Га́ди А́йзенкот (ивр. גדי איזנקוט‎; род. 19 мая 1960, Тверия, Израиль) — израильский военный и политический деятель. Генерал-лейтенант запаса Армии обороны Израиля, 21-й Начальник Генерального штаба Армии обороны Израиля (с 16 февраля 2015 по 14 января 2019 года). Депутат кнессета 25-го созыва в рамках парламентской фракции «Ха-махане ха-мамлахти» (с 15 ноября 2022 до 4 июля 2025 года), министр без портфеля и член узкого военного кабинета в чрезвычайном правительстве национального единства с 12 октября 2023 года по 12 июня 2024 года.

## Биография
Айзенкот родился в 1960 году в медицинском центре «Пория» близ Тверии, Израиль в семье Меира и Эстер Айзенкот, выходцев из Марокко.
Через год отец Айзенкота начал работать на заводе по добыче меди в долине Тимна, и семья переехала в Эйлат. Там и вырос Айзенкот, который окончил начальную школу «Альмог» (тогда называвшуюся «Мамлахти Алеф»), затем учился в школе «Йеэлим», а в дальнейшем окончил учёбу с морским уклоном в школе «Голдвотер».
Айзенкот был вторым сыном из девяти братьев и сестёр (четверо детей от первого брака его отца, ребёнок от первого брака его мачехи и четверо детей, родившихся в браке его отца и мачехи).
В юности занимался парусным спортом на гоночной яхте класса «420».

### Военная карьера
В ноябре 1978 года Айзенкот был призван на службу в Армии обороны Израиля. Поступил на курс лётчиков ВВС (ивр. קורס טיס‎), но был исключён с курса через месяц после его начала и переведён на службу в 51-м батальоне бригады «Голани».

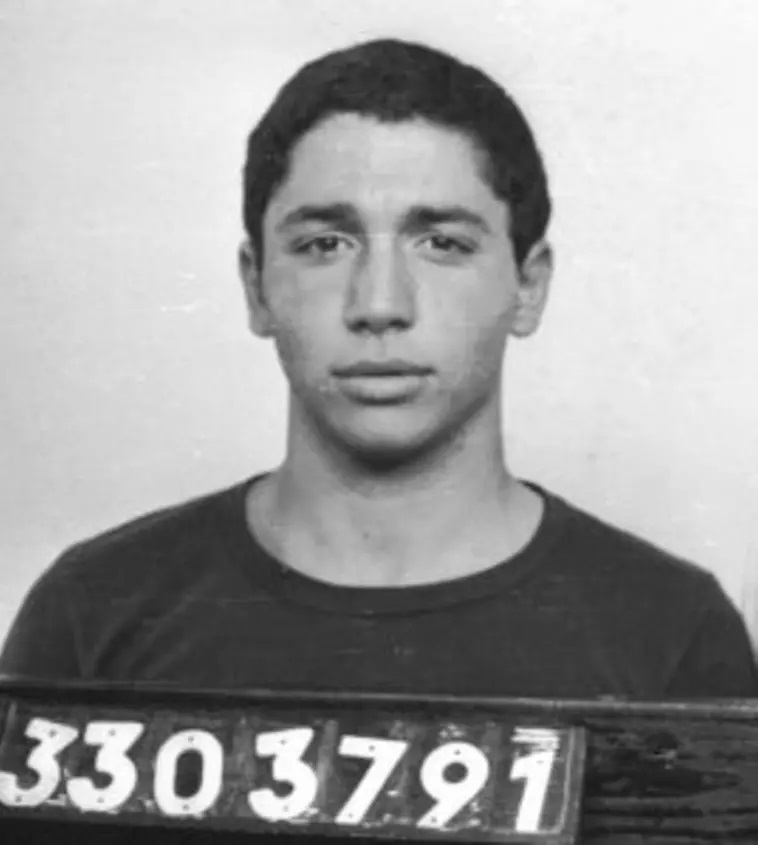
Айзенкот во время призыва в армию (1978)

Окончил курс молодого бойца отличником роты. Во время учений на бронетранспортёрах в ходе курса командиров отделений был тяжело ранен в лицо пулей, по ошибке выпущенной из пулемёта, установленного на бронетранспортёре.
По окончании офицерских курсов был командиром взвода на тренировочной базе бригады с 1980 по 1981 год, с 1981 по 1982 год был командиром взвода стрелковой (передовой) роты (ивр. פלוגה רובאית‎) в 51-м батальоне бригады, а затем и заместителем командира данной роты.
Накануне начала Первой ливанской войны в 1982 году вышел в отпуск накануне увольнения в запас, но с началом войны, узнав о потерях своей роты в боях за Бофор, добрался автостопом до расположения своей части и занял должность командира стрелковой роты 51-го батальона, раненого в ходе боёв. В этой должности прошёл Первую ливанскую войну, участвуя в боях в районе Эн-Набатии и Джеззина, а также в боях за аэропорт Бейрута.
После окончания войны Айзенкот уволился в запас, но спустя три месяца получил предложение командира Офицерской школы Илана Бирана вернуться на военную службу командиром роты в школе. С 1983 по 1984 год служил в Офицерской школе, в 1984 году вернулся в бригаду «Голани» на должность командира противотанковой роты (ивр. פלוגת עורב‎) разведбатальона бригады. Незадолго до срока завершения должности был отстранён от командования ротой за неповиновение команде командира бригады Цви Полега вернуть бойцов своей роты из отпуска после боевой деятельности в Ливане ради экскурсии в Хайфе. Айзенкот вновь готовился уволиться в запас, но в его планы вновь вмешался Илан Биран, примиривший Айзенкота с командиром бригады и обеспечивший направление Айзенкота на учёбу в Колледже полевого и штабного командного состава армии, и в 1986 году Айзенкот вернулся на службу в бригаде «Голани» на должность командира оперативного отдела (ивр. קצין אג"ם‎) бригады.
В 1988 году по окончании курса командиров батальонов Айзенкот возглавил 13-й батальон бригады «Голани», командовал батальоном в разгар Первой палестинской интифады. С 1990 по 1992 год был заместителем командира бригады.
В 1992 году был назначен заведующим оперативной частью (ивр. קמב"ץ‎) Северного военного округа. В 1993 году возглавил резервную пехотную бригаду «Кармели». В 1994 году служил дополнительно инструктором пехоты на курсе командиров батальонов, а в 1994 году, сохраняя должность командира бригады «Кармели», был назначен командиром территориальной бригады «Эфраим», ответственную за западную часть Самарии в границах Западного берега реки Иордан, включая города Тулькарм и Калькилия. Командовал бригадой в ходе вывода войск из палестинских городов в рамках реализации израильско-палестинских соглашений в Осло. Участвовал в операции по подрыву дома террориста Яхьи Айяша в деревне Рафат, лично задействовав установленный в доме взрывной механизм. При сохранении хороших отношений с еврейскими поселенцами не колебался принимать и жёсткие меры при нарушении поселенцами закона, включая в одном случае арест главы поселения Элькана Нисана Сломянски за попытку построить незаконный поселенческий форпост на закрытой армией территории.
После учёбы в с 1996 до 1997 года в Военном колледже армии США, в сентябре 1997 года, Айзенкот возглавил бригаду «Голани». Айзенкот получил под своё командование бригаду, известную на тот момент своими дисциплинарными проблемами, в том числе драками, случаями неповиновения солдат приказам ввиду низкого авторитета младшего командования и неуставными отношениями между старослужащими солдатами и солдатами новых призывов. Айзенкот принял жёсткие меры по установлению дисциплины в бригаде, включая отстранение проблемных командиров и бойцов от службы в бригаде и жёсткое подавление бунта в роте огневой поддержки 12-го батальона бригады, сорок восемь солдат которой Айзенкот приговорил к дисциплинарному аресту в военной тюрьме, после чего предпринял беспрецедентный шаг расформирования роты.
Айзенкот командовал бригадой «Голани» в ходе боевой деятельности в Южном Ливане. Во время его командования потери бригады в Ливане составили четырнадцать бойцов, но и потери противника от огня бойцов бригады составили не менее сорока бойцов «Хезболлы». В сентябре 1999 года передал командование бригадой полковнику Шмуэлю Закаю.
В октябре 1999 года был назначен Военным секретарём премьер-министра и министра обороны при премьер-министре и министре обороны Эхуде Бараке, а затем в течение полугода и при премьер-министре Ариэле Шароне до 12 июля 2001 года.
В 2001 году получил должность командира бронетанковой дивизии «Нетив ха-Эш», а в июне 2003 года в ходе Интифады Аль-Аксы — командира территориальной дивизии Иудеи и Самарии. Командовал дивизией в многочисленных антитеррористических операциях.

#### В звании генерал-майора
В октябре 2005 года был повышен в звании до генерал-майора и назначен главой Оперативного управления Генштаба армии. Исполнял эту должность во время Второй ливанской войны. Был одним из немногих членов форума Генштаба, подвергших на закрытых заседаниях критике стратегию ведения войны Начальником Генштаба Даном Халуцом, помимо прочего, настаивая на более обширном призыве резервистов для повышения готовности к сухопутному манёвру и призывая к массивной воздушной атаке ливанской гражданской инфраструктуры.
В октябре 2006 года, в связи с отставкой генерал-майора Уди Адама вследствие Второй ливанской войны, был назначен Командующим Северным военным округом. В этой должности вызвал резонанс в средствах массовой информации, изложив в интервью газете «Едиот ахронот» доктрину, заслужившую название «доктрина Дахии» в честь района Дахия, служившего оплотом «Хезболлы» в Бейруте и подвергнувшегося массивным израильским бомбардировкам в ходе Второй ливанской войны: быстрый и непропорционально мощный удар по огневым позициям врага, ведущего обстрел израильских гражданских целей из населённых районов.

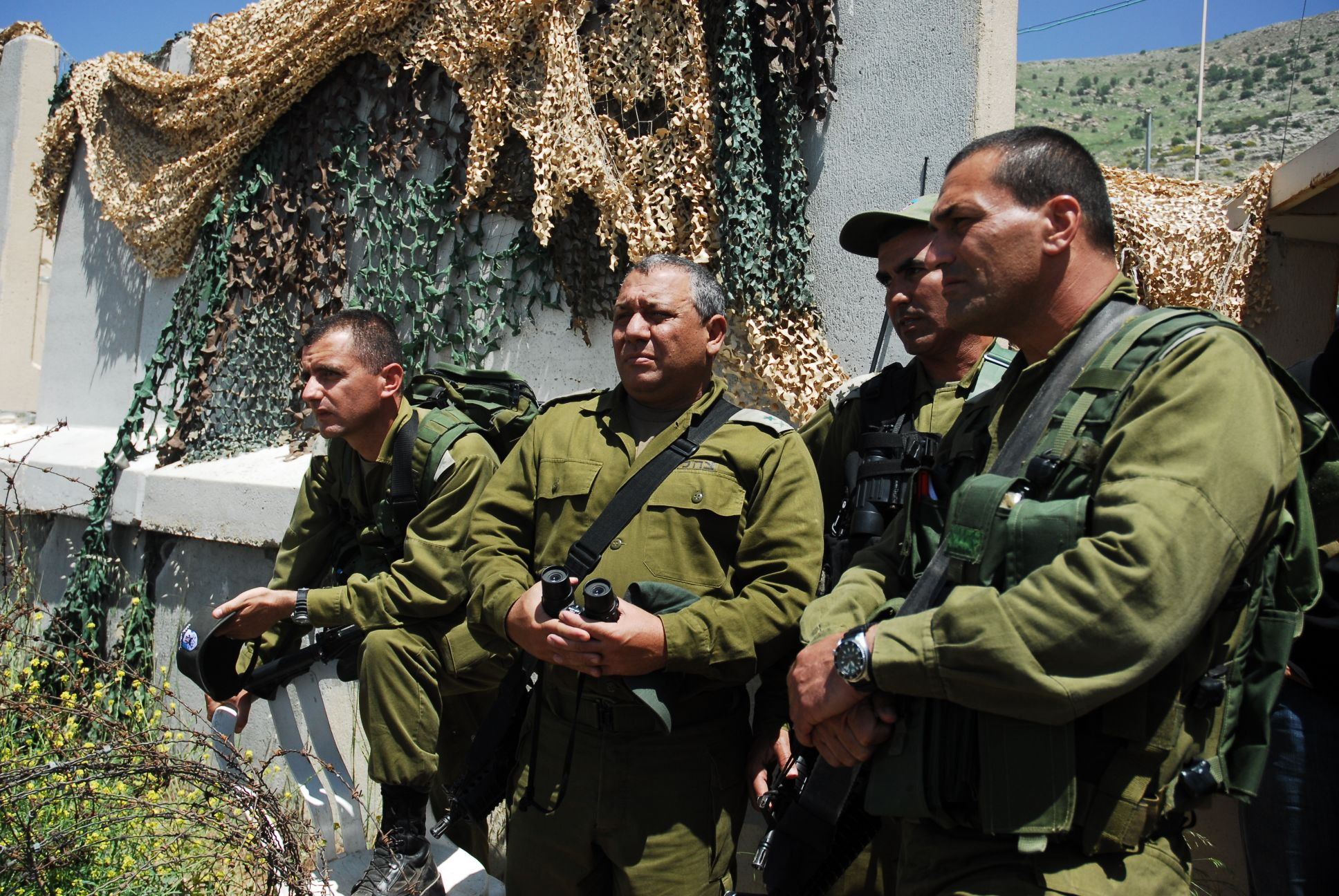
Гади Айзенкот (второй слева) на осмотре северной границы Израиля (2011)

На должности Командующего округом Айзенкот проделал обширную работу по восстановлению боевой способности округа после неудач в ходе Второй ливанской войны. Айзенкот командовал округом в напряжённый период, включая в период ожидания возможности развития военных действий с Сирией ввиду израильской атаки на сирийский ядерный реактор в 2007 году и угроз «Хезболлы» отомстить Израилю за устранение высокопоставленного члена организации Имада Мугнии в 2008 году, а также в период сирийско-палестинских демонстраций на израильской границе в 2011 году.
В октябре 2009 года был кандидатом на должность заместителя Начальника Генерального штаба Армии обороны Израиля. Сообщалось, что Начальник Генштаба Габи Ашкенази, сам выходец из бригады «Голани», предпочитал видеть на этой должности Айзенкота вопреки мнению министра обороны Эхуда Барака, поддерживавшего кандидатуру Командующего Южным военным округом Йоава Галанта. Компромиссом послужило назначение Военного атташе Израиля в США Бени Ганца на данный пост.
Был назван вероятным кандидатом на пост Начальника Генерального штаба Армии обороны Израиля (при этом имеющим относительно невысокие шансы получить данное назначение) по истечении каденции Начальника Генштаба Габи Ашкенази в феврале 2011 года. 22 августа 2010 года министр обороны Эхуд Барак представил на утверждение правительства рекомендацию назначить Йоава Галанта на пост Начальника Генерального штаба. В связи с данным (в дальнейшем отмененным) решением Айзенкоту был предложен пост заместителя Начальника Генштаба, однако Айзенкот отклонил предложение Эхуда Барака получить данное назначение, попросив продолжить командование Северным военным округом, пока ему не будет подобран преемник. В дальнейшем Айзенкот отклонил также предложение возглавить Управление разведки Армии обороны Израиля.
11 июля 2011 года Айзенкот передал управление округом генерал-майору Яиру Голану, а сам вышел в отпуск на учёбу.
После выхода в отпуск Айзенкот возглавлял команду, назначенную Начальником Генштаба для пересмотра стратегического подхода армии к развитию событий в региональном контексте за последние годы. В декабре 2011 года было объявлено, что вследствие рекомендаций команды под руководством Айзенкота было решено создать «Штаб глубины»: структурное подразделение Генштаба армии, предназначенное для координирования спецопераций армии в оперативно-стратегической глубине, то есть за пределами Израиля.
Также в период отпуска Айзенкот стоял во главе армейского штаба руководства учениями.
Как сообщалось в декабре 2011 года, шансы Айзенкота получить назначение на должность заместителя Начальника Генштаба уменьшились вследствие вероятного несогласия министра обороны Эхуда Барака с кандидатурой Айзенкота из-за роли последнего в распространении скандального документа, известного как «документ Харпаза»; при этом в сентябре 2012 года Юридический советник правительства Йехуда Вайнштейн, ознакомившийся с черновой версией отчёта Государственного контролёра по данному скандалу, заявил, что не видит юридических причин препятствовать назначению Айзенкота на пост заместителя Начальника Генштаба. 10 декабря 2012 года было опубликовано решение министра обороны Барака утвердить рекомендацию Начальника Генштаба назначить Айзенкота заместителем Начальника Генштаба.
14 января 2013 года Айзенкот вступил на должность заместителя Начальника Генерального штаба Армии обороны Израиля на смену генерал-майору Яиру Наве.
В 2014 году израильские средства массовой информации называли Айзенкота ведущим кандидатом на пост Начальника Генштаба. 29 ноября 2014 года министр обороны Моше Яалон объявил о решении назначить Айзенкота на пост Начальника Генштаба Армии обороны Израиля в феврале 2015 года на смену генерал-лейтенанту Бени Ганцу. Назначение было утверждено правительством Израиля 14 декабря 2014 года, а 15 декабря 2014 года Айзенкот передал пост заместителя Начальника Генштаба генерал-майору Яиру Голану.

#### На посту Начальника Генштаба

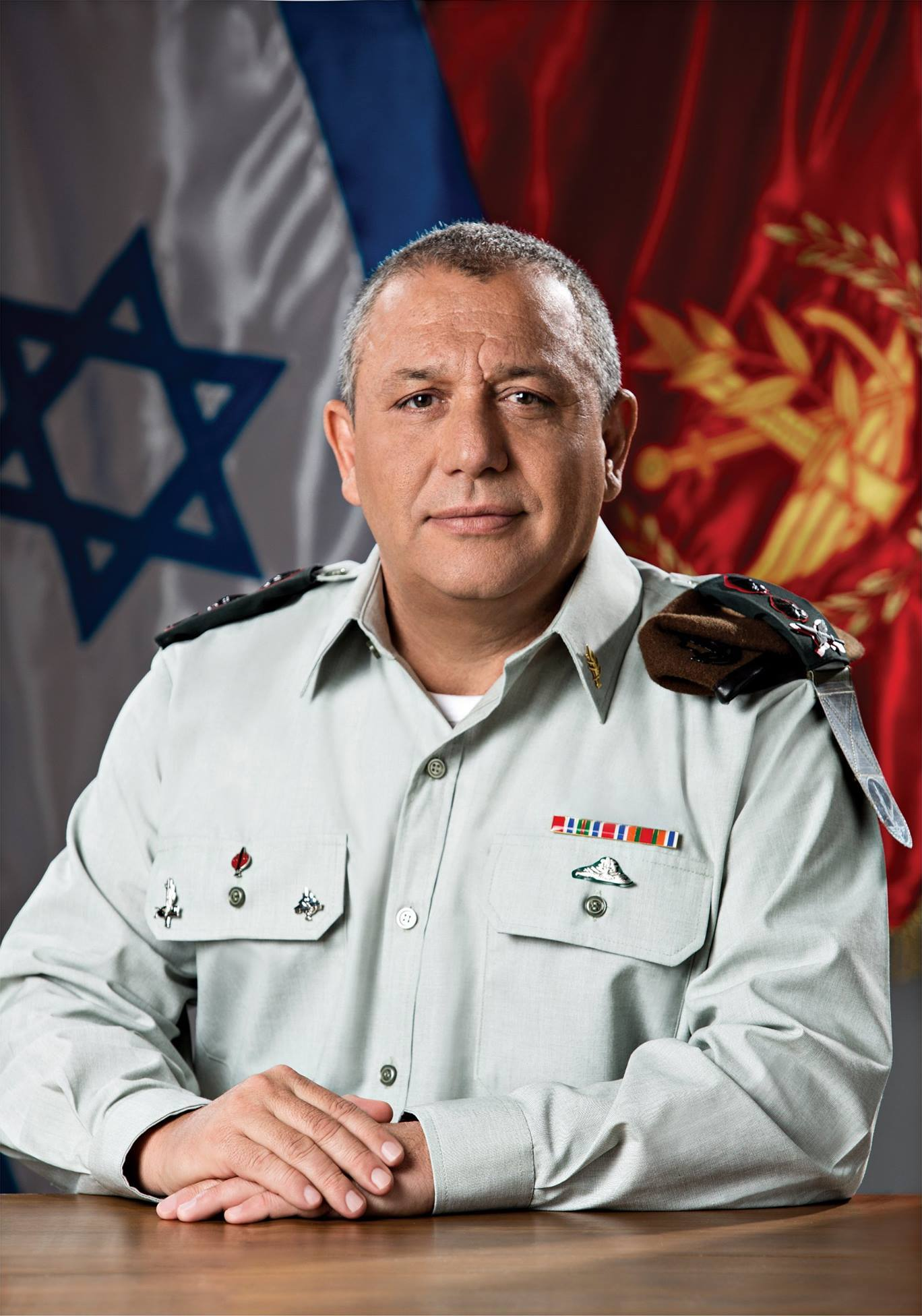
Генерал-лейтенант Гади Айзенкот — Начальник Генштаба Армии обороны Израиля (2015)

Айзенкот вступил на пост Начальника Генштаба Армии обороны Израиля 16 февраля 2015 года.
Вскоре после начала должности Айзенкот объявил, что в его планы входит значительное укрепление сухопутных войск и увеличение объёма учений армии при общем сокращении численности резервистов армии. Более полно стратегическое видение Айзенкота по развитию армии с 2016 года до 2020 года было изложено в многолетней стратегической программе «Гидеон» (ивр. תר"ש גדעון‎), представленной Айзенкотом в июле 2015 года и утверждённой военно-политическим кабинетом Израиля в апреле 2016 года.
Данная программа предусматривала значительные кадровые сокращения в армии (сокращение 6 % личного состава армейских штабов и 18 % личного состава Генштаба, а также сокращение около 5 000 служащих сверхсрочной службы и 100 000 резервистов), омоложение кадрового состава боевых офицеров (с понижением среднего возраста командира батальона с 35—37 лет до 32 лет, а командира бригады — с 45—46 лет до 40—42 лет), перевод некоторых штабных должностей на гражданский аутсорсинг, сокращение длительности срочной службы с трёх лет до 32 месяцев, а также реорганизационные шаги по расформированию резервных батальонов Командования тыла и сокращению артиллерийских войск. При этом помимо сокращения программа предполагала и укрепление способностей армии в противодействии противнику в кибернетическом пространстве, усиление программы учений боевых дивизий армии, увеличение количества патрульных пехотных батальонов, а также формирование новой бригады специального назначения.
В августе 2015 года впервые за историю Армии обороны Израиля был опубликован разработанный под руководством Айзенкота документ «Стратегия Армии обороны Израиля», по сути представляющий собой военную доктрину Израиля в аспектах, связанных с армией.

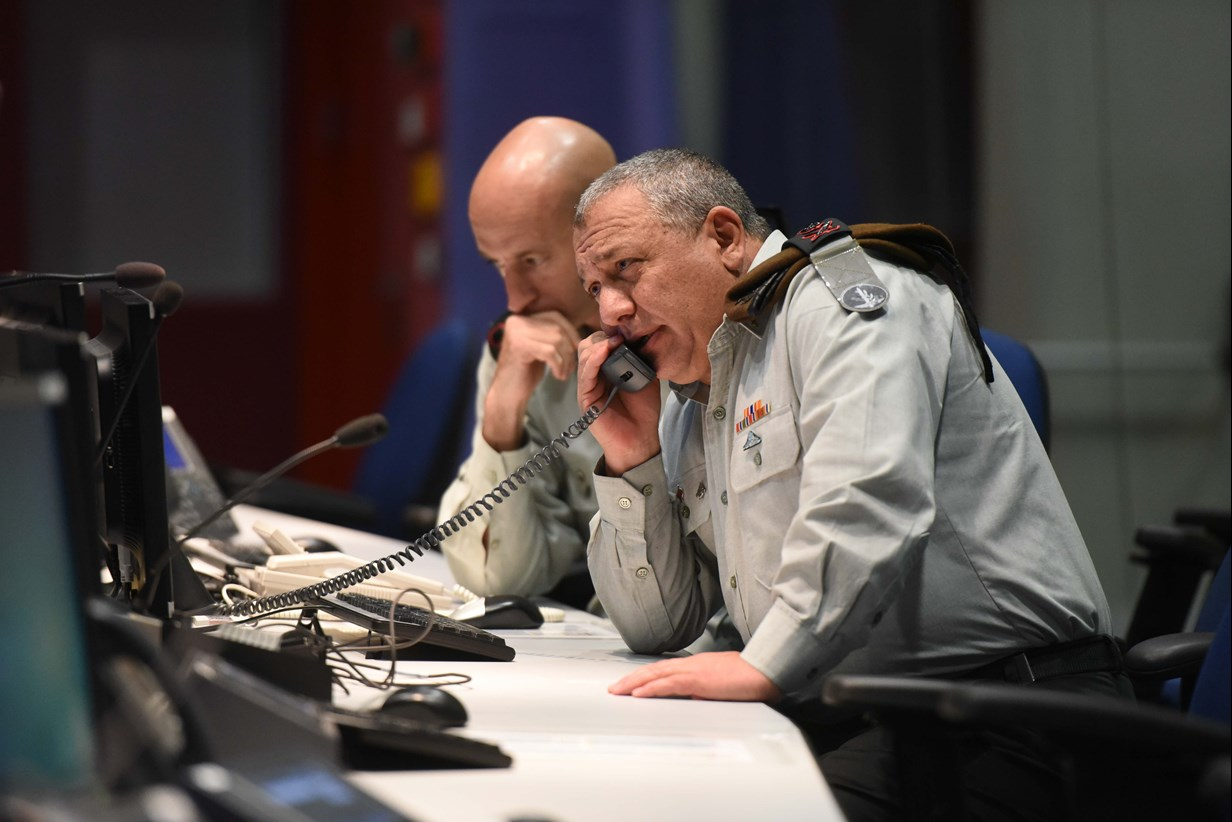
Гади Айзенкот в ходе боевой операции

В сентябре 2015 года в Израиле началась волна терактов, характеризовавшаяся одиночными атаками палестинских террористов. Жертвами волны терактов, продлившейся до конца 2016 года, но начавшей затихать в апреле 2016 года, стали 47 граждан Израиля. Значительную роль в противостоянии волне террора сыграла армия под руководством Айзенкота, действовавшая совместно с Общей службой безопасности «Шабак», а также политика армии по разделению борьбы с террором и заботы о палестинском гражданском населении Западного берега реки Иордан, не принимающем участия в террористической деятельности.
Одним из инцидентов в ходе данной волны террора, вызвавшим широкую общественную дискуссию в Израиле, стал случай сержанта Эльора Азарии, добившего выстрелом раненого террориста в городе Хеврон 24 марта 2016 года. На основании первичного внутреннего расследования, указавшего, что Азария стрелял без необходимости в уже обезвреженного террориста, Айзенкот высказался с однозначным порицанием действий Азарии, чем вызвал критику со стороны части израильтян, отнёсшейся с пониманием или одобрением к поступку Азарии.
В августе 2016 года Председатель Объединённого комитета начальников штабов США, генерал Джозеф Данфорд, наградил Айзенкота орденом «Легион почёта» степени командора.
В 2016 году по инициативе Айзенкота была утверждена программа «Из униформы к учёбе» («Ми-мадим ле-лимудим») по предоставлению стипендий для получения высшего и профессионального образования всем демобилизованным солдатам, служившим в боевых подразделениях или принадлежащим к социально уязвимым группам.
В январе 2017 года каденция Айзенкота была продлена на четвёртый год. В этом же месяце Айзенкот прошёл операцию по удалению предстательной железы вследствие выявленной в ней раковой опухоли.

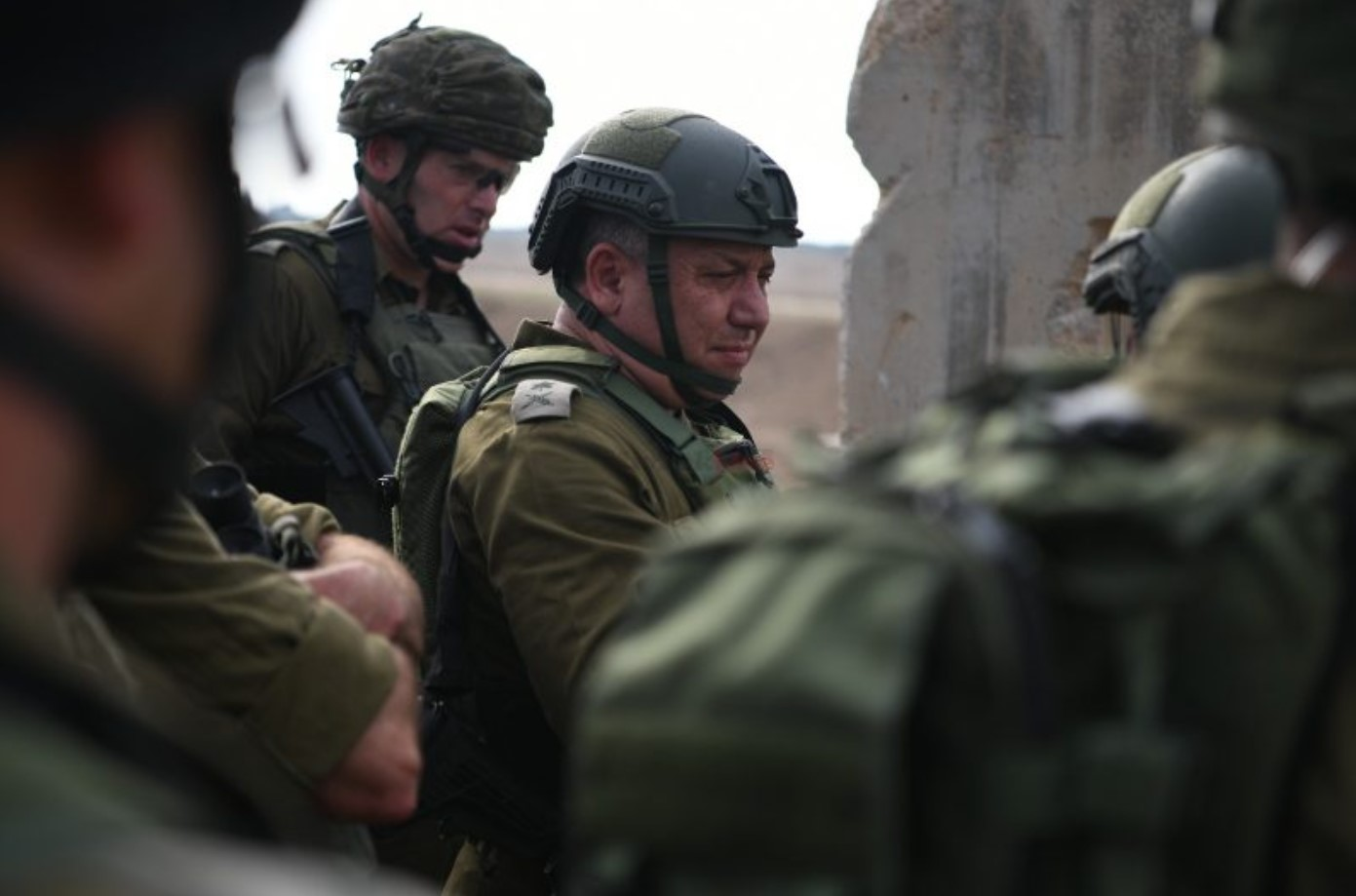
Гади Айзенкот на границе сектора Газа (2018)

В период Айзенкота на посту продолжалось противостояние террористическим угрозам, исходящим из сектора Газа. В 2016 году, в ответ на угрозу террористических атак через прорытые палестинцами туннели из сектора Газа в Израиль, армией и Министерством обороны было принято решение о воздвижении подземного заградительного барьера по периметру сектора Газа, и работа над его строительством началась в 2017 году. Армия под руководством Айзенкота также наносила мощные удары по сектору Газа в ответ на миномётные обстрелы территории Израиля с территории сектора Газа.
Весной 2018 года участились столкновения на границе Израиля с сектором Газа, вызванные организованными движением «Хамас» массовыми шествиями палестинцев к границе сектора Газа. Массовые беспорядки с призывами палестинцев прорваться на территорию Израиля, а также поджоги приграничных территорий посредством запуска через границу сектора воздушных змеев и шаров с горючими и взрывчатыми веществами, жёстко подавлялись армией под руководством Айзенкота. При этом, несмотря на звучавшую на международной арене критику, осуждавшую жёсткость подхода израильской армии к демонстрантам, в Израиле слышалась и общественная критика, обвинявшая Айзенкота в чрезмерной сдержанности при применении военной силы против сектора Газа. Сам Айзенкот считал нецелесообразным проведение широкомасштабной военной операции против сектора Газа, находящегося под контролем организации «Хамас», и его разногласия с министром обороны Авигдором Либерманом по этому вопросу дважды передавались на разрешение Военно-политического кабинета Израиля, при поддержке премьер-министра Биньямина Нетаньяху отдававшего предпочтение более умеренной позиции Айзенкота.
В ответ на попытки иранских вооружённых сил укрепить своё присутствие на территории Сирии и поставить вооружения враждебным Израилю организациям армия Израиля неоднократно наносила удары по иранским позициям и складам вооружений в Сирии, а также развилась практика ведения операций израильской армии, в том числе израильских ВВС и спецподразделений, за пределами Израиля, включая на территории Ирака, а также в Судане, на Синайском полуострове, в Иране и Персидском заливе, получившая в израильской военной терминологии наименование «Кампания между войнами».

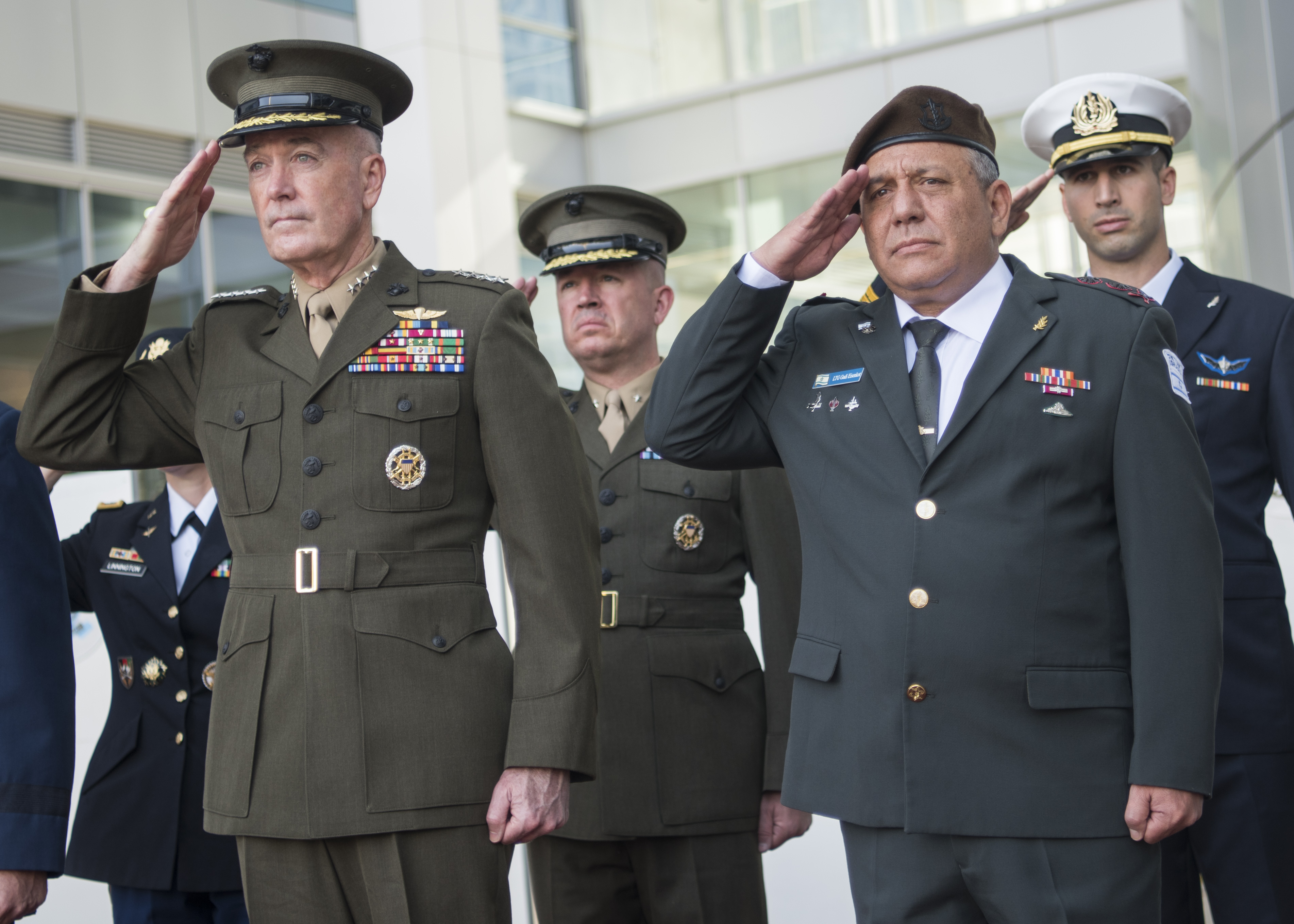
Гади Айзенкот (справа) в ходе визита Председателя Объединённого комитета начальников штабов США, генерала Джозефа Данфорда (2017)

Серия стычек на израильско-сирийской границе произошла в феврале 2018 года после того, как израильские войска сбили иранский беспилотный летательный аппарат, проникший на территорию Израиля, и ответили на ракетный огонь с территории Сирии огнём по целям на территории Сирии, потеряв в атаке самолёт-истребитель F-16I. Напряжение на границе продолжало накапливаться до 10 мая 2018 года, когда израильская армия вышла на операцию «Карточный домик», в ходе которой был нанесён массивный удар по укреплениям и складам вооружений сил «Кудс» в Сирии и по сирийским силам ПВО.
Под руководством Айзенкота Армия обороны Израиля противостояла и угрозе террористической организации «ИГИЛ», приблизившейся к израильско-сирийской границе на Голанских высотах в ходе Гражданской войны в Сирии и к израильско-египетской границе со стороны Синайского полуострова. Хоть формально и не вступая в открытые военные действия против организации, Израиль неформально содействовал другим странам в борьбе против «ИГИЛ» путём передачи разведданных, а также совершил более тысячи секретных военных операций и атак против целей организации и других противников Израиля за пределами Израиля.
4 декабря 2018 года Армия обороны Израиля под руководством Айзенкота начала операцию «Северный щит» по обнаружению и уничтожению туннелей, прорытых организацией «Хезболла» с территории Ливана на территорию Израиля. В ходе операции, продолжавшейся до 13 января 2019 года, армия уничтожила шесть туннелей, ведущих в Израиль, предназначенных для осуществления плана «Хезболлы» по атаке силой от пяти до шести тысяч бойцов организации на территории Израиля.
15 января 2019 года Айзенкот передал пост Начальника Генштаба генерал-лейтенанту Авиву Кохави и вышел в отпуск накануне выхода в запас из армии.

### После выхода в запас
В 2019 году Айзенкот был приглашённым исследователем в Вашингтонском институте ближневосточной политики. В январе 2020 года Айзенкот присоединился в качестве старшего исследователя к Институту исследования национальной безопасности (INSS) Тель-Авивского университета.
В мае 2019 года Айзенкоту было присвоено звание почётного доктора Университета имени Бар-Илана, а в июле 2019 года — звание почётного доктора Междисциплинарного центра в Герцлии. В 2019 году Айзенкот был также удостоен звания «Рыцарь качественной власти» (ивр. אביר איכות השלטון‎), присваиваемого израильской некоммерческой организацией «Движение за качественную власть в Израиле».
С 28 ноября 2019 по 17 августа 2022 года Айзенкот входил в состав членов совета директоров израильского финансового холдинга Zur Shamir Holdings, а с 26 января 2020 по 17 августа 2022 года — также в состав членов совета директоров израильской строительной компании Villar International.
В июне 2020 года Айзенкот также был назначен председателем некоммерческой организации «Яд Бен-Гурион» по развитию Негева и увековечиванию памяти первого премьер-министра Израиля Давида Бен-Гуриона, исполнял эту должность до 2022 года. В августе 2020 года также возглавил консультативный совет проекта «Фонд взаимной поруки» («Керен арвут хададит») в рамках израильской некоммерческой организации Matan — Investing in the Community, предназначенного для оказания экономической поддержки пострадавшим от коронавирусной пандемии.
22 июля 2021 года Айзенкот был назначен председателем совета директоров компании Medivie Therapeutic (вскоре после этого переименованной в Storage Drop Storage Technologies), «полочной» компании с акциями, котирующимися на Тель-Авивской фондовой бирже, использованной для вывода на фондовый рынок посредством слияния израильской компании Storage Drop, разрабатывающей технологии накопления возобновляемой энергии. В соответствии с публикацией в газете «Глобс» в сентябре 2022 года компания испытывала на тот момент значительные финансовые трудности, и её акции утратили 90 % своей стоимости с момента завершения слияния. Айзенкот сошёл с поста председателя совета директоров компании 3 ноября 2022 года

### Политическая карьера
В конце 2020 года, накануне выборов в кнессет 24-го созыва, назначенных на 23 марта 2021 года, публикации в СМИ предсказывали участие Айзенкота в выборах в рядах одной из существующих политических партий или формирование им новой политической партии для участия в выборах. Данные прогнозы подкреплялись информацией об активных попытках политиков разных сторон политического спектра склонить Айзенкота занять одну из лидирующих позиций в их партийном списке, а также намёками самого Айзенкота и тем фактом, что Айзенкот отказался от длительного оплачиваемого отпуска накануне увольнения из армии, что могло бы объясняться его желанием сократить законодательно предписанный срок выжидания между окончанием военной службы и вступлением в политическую деятельность. Однако 30 декабря 2020 года Айзенкот сообщил, что не планирует участия в грядущих выборах.
При объявлении 10 июля 2022 года о создании совместного списка кандидатов накануне внеочередных парламентских выборов, назначенных на 1 ноября 2022 года, лидер партии «Кахоль-лаван» Бени Ганц и лидер партии «Тиква Хадаша» Гидеон Саар призвали Айзенкота занять третье место в своём списке кандидатов на грядущих выборах. 14 августа 2022 года Айзенкот объявил о своём решении присоединиться на выборах к данному списку, получившему название «Ха-Махане ха-Мамлахти» («Лагерь государственников» или «Государственный лагерь»), занимая в списке третье место после Ганца и Саара и получив право внести имена дополнительных кандидатов в данный список.
По результатам состоявшихся выборов список «Ха-махане ха-мамлахти» занял 12 мест в кнессете, и 15 ноября 2022 года Айзенкот принёс присягу в качестве депутата кнессета 25-го созыва в рамках оставшейся в оппозиции фракции «Ха-махане ха-мамлахти».

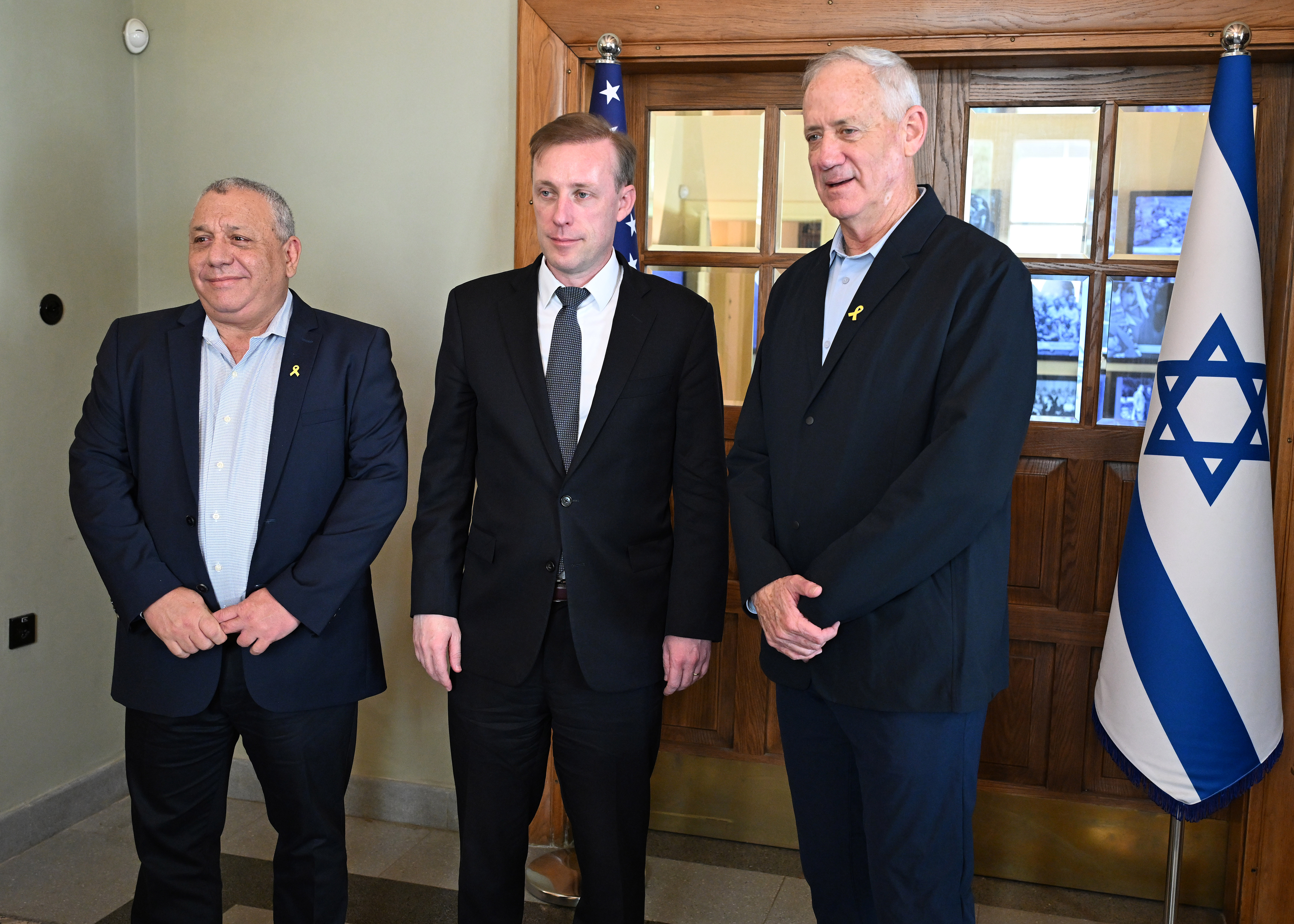
Гади Айзенкот (слева) и Бени Ганц (справа) в ходе визита советника президента США по национальной безопасности Джейка Салливан (посередине) в Израиле (май 2024)

В кнессете 25-го созыва был членом Комиссии по иностранным делам и безопасности и членом особой комиссии по обсуждению законопроекта о полномочиях Полиции Израиля, а также членом лобби по сохранению объектов национального наследия, лобби по защите интересов служащих резервистской службы и лобби по поддержке жителей «линии конфронтации» около ливанской границы.
11 октября 2023 года вследствие начала операции «Железные мечи» в ответ на вторжение боевиков ХАМАС на юге Израиля глава фракции «Ха-махане ха-мамлахти» Бени Ганц и премьер-министр Биньямин Нетаньяху объявили о формировании чрезвычайного правительства национального единства, в результате чего Ганц, Айзенкот и три дополнительных члена фракции вошли в состав правительства Нетаньяху в качестве министров без портфеля, и был сформирован узкий военный кабинет, состоящий из премьер-министра Нетаньяху, министра обороны Йоава Галанта, Ганца и Айзенкота, для управления военной операцией.
18 мая 2024 года глава фракции Айзенкота Ганц публично представил перед премьер-министром Нетаньяху ультиматум с угрозой выхода из правительства, если правительством не будет утверждён всеобъемлющий план действий по достижению целей Израиля в войне в Газе, восстановлению безопасности на северной границе Израиля, продолжению шагов по нормализации отношений с Саудовской Аравией и определению модели призыва ультраортодоксальных евреев на военную службу; Нетаньяху отозвался на заявление Ганца с пренебрежением, назвав требования Ганца пустыми словами, смыслом осуществления которых станет, помимо прочего, проигрыш Израиля в войне с ХАМАСом. 9 июня 2024 года министры от фракции «Ха-махане ха-мамлахти», включая Айзенкота, осуществили свою угрозу и подали в отставку из правительства; отставка вступила в силу 13 июня 2024 года.
В июне 2025 года в партии «Кахоль Лаван Хосен ле-Исраэль», представленной в кнессете фракцией «Ха-махане ха-мамлахти», были назначены внутрипартийные выборы, в которых Ганц и Айзнекот намеревались представить свои кандидатуры на пост председателя партии. Однако 30 июня 2025 года Айзенкот заявил о намерении покинуть фракцию и уволиться с поста депутата кнессета, заявив, что запланированные выборы не отвечают требованиям к должной демократической процедуре (предоставляя право выбора председателя партии избранному собранию, а не всем членам партии). Разногласия между Ганцем и Айзенкотом были вызваны, помимо прочего, разницей между видением Айзенкота, стремившегося к объединению политических сил левоцентристского лагеря, и видением Ганца, стремившегося создать после выборов в кнессет широкую коалицию на базе национального единства. Айзенкот подал заявление об увольнении из кнессета 2 июля 2025 года, и увольнение вступило в законную силу 4 июля 2025 года.

### Образование и личная жизнь
За время службы в армии Айзенкот получил степень бакалавра Тель-Авивского университета (в области истории) и степень магистра Хайфского университета (в области политологии) и окончил учёбу в Колледже полевого и штабного командного состава Армии обороны Израиля и в Военном колледже Армии США.
Женат на Хане Айзенкот (род. 1962), архитекторе по образованию, уроженке США, с которой Айзенкот познакомился ещё во время учёбы в школе и на которой женился в 1984 году.
Отец пятерых детей: старший сын Гай (род. 1988), дочери Ротем (род. 1991), Яэль (род. 1993) и Роз (Веред) (род. 1993) и младший сын Галь Меир.
Младший сын Айзенкота Галь Меир (10 августа 1998 — 7 декабря 2023), прошедший срочную военную службу бойцом в спецподразделении «Шальдаг» и фельдшером в спецподразделении «Маглан» и проходивший резервистскую службу фельдшером и бойцом пехоты 699-го батальона резервной десантной бригады «Хицей ха-Эш», был смертельно ранен 7 декабря 2023 года взрывом заминированного туннеля на окраине Джебалии на севере сектора Газа во время операции «Железные мечи» и скончался в тот же день от полученных ран. На следующий день после гибели сына Айзенкота в боях в секторе Газа погиб и племянник Айзенкота (сын его сестры Шарон), Маор Коэн. 18 ноября 2024 года в боях в секторе Газа пал племянник жены Айзенкота, Йогев Пази.
В 2018 году родилась первая внучка Айзенкота, Рона. Проживает в Герцлии.

## Публикации
- גדי איזנקוט השתנות האיום? המענה בזירה הצפונית צבא ואסטרטגיה, כרך 2, גיליון 1, יוני 2010 (Гади Айзенкот, «Смена угрозы? Ответ на северной арене», «Цава ве-эстратегья» № 2 (1-я брошюра) (июнь 2010)) (Архивная копия от 8 декабря 2022 на Wayback Machine) (иврит) (также перевод на английский (Архивная копия от 26 октября 2021 на Wayback Machine))
- רב-אלוף גדי איזנקוט הספר שלי: ייחוד וייעוד מאת דוד בן גוריון (Генерал-лейтенант Гади Айзенкот, «Моя книга: „Особенность и предназначение“ Давида Бен-Гуриона», на сайте Армии обороны Израиля (Архивная копия от 30 июля 2017 на Wayback Machine) (иврит)
- רב-אלוף גדי איזנקוט אתגרי צה"ל 2015—2016 צבא ואסטרטגיה, כרך 8, גיליון 1, יולי 2016 (Генерал-лейтенант Гади Айзенкот, «Вызовы, стоящие перед Армией обороны Израиля — 2015—2016», «Цава ве-эстратегья» № 8 (1-я брошюра) (июль 2016)) (Архивная копия от 21 января 2021 на Wayback Machine) (иврит) (также перевод на английский (Архивная копия от 26 октября 2021 на Wayback Machine))
- רא"ל גדי איזנקוט תר"ש גדעון: גדעון — למה ואיך מערכות 413, 21.5.17 (Генерал-лейтенант Гади Айзенкот, «Многолетняя программа „Гидеон“: зачем и как?», «Маарахот» № 413 (21.5.17)) (Архивная копия от 17 декабря 2022 на Wayback Machine) (иврит)
- רא"ל גדי איזנקוט צה"ל של מדינה בת מאה מערכות 477, 1.4.18 (Генерал-лейтенант Гади Айзенкот, «Армия обороны Израиля при столетии государства», «Маарахот» № 477 (1.4.18)) (Архивная копия от 17 декабря 2022 на Wayback Machine) (иврит)
- רב-אלוף גדי איזנקוט המפקד, לו היית מביט בצה"ל, היית רואה צבא עוצמתי מקור ראשון, 17.4.18 (Генерал-лейтенант Гади Айзенкот, «Командир! Если бы ты посмотрел на Армию обороны Израиля, ты бы увидел мощную армию», «Макор Ришон» (17.4.18)) (Архивировано 17 декабря 2022 года.) (иврит)
- Gadi Eisenkot, Thirteen Years Since the Hezbollah-Israel War (Гади Айзенкот, «Тринадцать лет после войны между „Хезболлой“ и Израилем»), The Washington Institute for Near East Policy, PolicyWatch 3150 (8.7.18) (Архивная копия от 8 февраля 2021 на Wayback Machine) (англ.)
- גדי איזנקוט הסייבר בצה"ל המכון למחקרי ביטחון לאומי, סייבר, מודיעין וביטחון, כרך 2, גיליון 3, דצמבר 2018 (Гади Айзенкот, «Киберпространство и Армия обороны Израиля», INSS, Cyber, Intelligence, and Security, Volume 2, No. 2, декабрь 2018) (Архивная копия от 17 апреля 2022 на Wayback Machine) (иврит) (также перевод на английский (Архивная копия от 17 апреля 2022 на Wayback Machine))
- Gadi Eisenkot, Israeli Security Today: Facing Multiple Challenges on Multiple Fronts (Гади Айзенкот, «Безопасность Израиля сегодня: имея дело с многочисленными вызовами на многочисленных фронтах»), The Washington Institute for Near East Policy, PolicyWatch 3123 (конспект лекции) (17.5.19) (Архивная копия от 11 октября 2022 на Wayback Machine) (англ.)
- Gadi Eisenkot, Gabi Siboni, The Campaign Between Wars: How Israel Rethought Its Strategy to Counter Iran’s Malign Regional Influence (Гади Айзенкот, Габи Сибони, «Кампания между войн: Как Израиль переосмыслил свою стратегию противостояния злокачественному региональному влиянию Ирана»), The Washington Institute for Near East Policy, PolicyWatch 3174 (4.9.19) (Архивная копия от 11 июля 2022 на Wayback Machine) (англ.)
- גדי איזנקוט וגבי סיבוני קווים מנחים לתפיסת ביטחון ישראל המכון למחקרי ביטחון לאומי, מזכר 196, ספטמבר 2019 (Гади Айзенкот и Габи Сибони, «Руководящие принципы стратегии национальной безопасности Израиля», INSS No. 196 (сентябрь 2019)) (Архивная копия от 6 сентября 2021 на Wayback Machine) (иврит) (также перевод на английский (Архивная копия от 28 января 2022 на Wayback Machine))
- מאיר אלרן, גדי איזנקוט וכרמית פדן מעורבות הצבא בהתמודדות הלאומית עם מגפת הקורונה המכון למחקרי ביטחון לאומי, מבט על, גיליון 1281, 24.3.20 (Меир Эльран, Гади Айзенкот и Кармит Падан, «Участие армии в национальном противостоянии коронавирусной эпидемии», INSS Insight No. 1281 (24.3.20)) (Архивная копия от 17 апреля 2022 на Wayback Machine) (иврит) (также перевод на английский (Архивная копия от 17 апреля 2022 на Wayback Machine))
- צוות מומחים בהובלת רא"ל (מיל') גדי איזנקוט משבר הקורונה — המלצות למדינת ישראל המכון למחקרי ביטחון לאומי, אוגוסט 2020 (Команда специалистов под руководством генерал-лейтенанта запаса Гади Айзенкота, «Коронавирусный кризис — рекомендации для Государства Израиль», INSS (август 2020), ISBN 9789659280643) (Архивная копия от 6 сентября 2021 на Wayback Machine) (иврит) (также перевод на английский (Архивная копия от 27 мая 2022 на Wayback Machine))
- גדי איזנקוט סוריה, לבנון ואיראן — לא איומים קיומיים. השבר מבית כן (Гади Айзенкот, «Сирия, Ливан и Иран — не экзистенциальные угрозы. А внутренний раздор — да»), Ynet (31.12.20) (Архивная копия от 6 сентября 2021 на Wayback Machine) (иврит)
- גדי איזנקוט, גלי סמבירא, יובל שני, יפעת ביטון, כרמית פדן, מאיר אלרן, מאיר קראוס, מוחמד ותד, שחר ליפשיץ, ת'אבת אבו-ראס ותמר הרמן עתיד משותף לחברה הישראלית לחיזוק החוסן החברתי — תובנות והמלצות של הצוות לחשיבה חברתית המכון למחקרי ביטחון לאומי, אוקטובר 2021 (Гади Айзенкот, Гали Самбира, Юваль Шани, Ифат Битон, Кармит Падан, Меир Элран, Меир Краус, Мухаммад Ватед, Шахар Лифшиц, Табет Абу-Рас и Тамар Херман, «Совместное будущее для израильского общества с целью укрепления социальной устойчивости — инсайты и рекомендации команды по общественному мышлению», INSS, октябрь 2021) (Архивная копия от 17 декабря 2022 на Wayback Machine) (иврит)